# Énergie au Maroc
Le secteur de l’énergie au Maroc est dominé par les énergies fossiles, presque entièrement importées.  Elles couvrent 90,6 % de la consommation d'énergie primaire du pays en 2019 (pétrole 56,7 %, charbon 30 %, gaz 3,9 %) et les énergies renouvelables contribuent pour 9,7 % (biomasse : 5,9 %, éolien et solaire : 3,4 %).
La production d'énergie au Maroc n'assure que 10,1 % des besoins du pays en 2019 ; elle est constituée à 96,5 % d'énergies renouvelables (biomasse et déchets 58,4 %, éolien et solaire 33,2 %, hydroélectricité 4,8 %). 
La consommation d'énergie primaire par habitant au Maroc était en 2019 de 25,5 GJ, soit seulement 32 % de la moyenne mondiale et 93 % de la moyenne africaine.
17,2% de l’énergie au Maroc est consommée sous forme d'électricité, dont 81 % est produite à partir des énergies fossiles (charbon 67,6 %, gaz 11,8 %, pétrole 1,5 %) et 18,8 % à partir des énergies renouvelables (hydraulique 3,2 %, éolien 11,6 %, solaire 4 %), qui se développent rapidement (l'éolien est passé de 2,8 % en 2010 à 11,6 % en 2019) grâce au soutien de l'État, qui s'est donné l'objectif de porter leur part dans la puissance installée à 52 % en 2030. Le Maroc envisage de construire des centrales nucléaires.
Les émissions de CO2 s'élèvent à 1,81 t CO2 par habitant en 2019, correspondant à 41 % de la moyenne mondiale mais supérieures de 87 % à la moyenne africaine.

## Vue d'ensemble
| Principaux indicateurs de l'énergie au Maroc | Principaux indicateurs de l'énergie au Maroc | Principaux indicateurs de l'énergie au Maroc | Principaux indicateurs de l'énergie au Maroc | Principaux indicateurs de l'énergie au Maroc | Principaux indicateurs de l'énergie au Maroc | Principaux indicateurs de l'énergie au Maroc |
| -------------------------------------------- | -------------------------------------------- | -------------------------------------------- | -------------------------------------------- | -------------------------------------------- | -------------------------------------------- | -------------------------------------------- |
|                                              | Population                                   | Consom. énergie primaire                     | Production                                   | Import. nette                                | Consom. électr.                              | Émissions CO2                                |
| Année                                        | Million                                      | PJ                                           | PJ                                           | PJ                                           | TWh                                          | Mt CO2éq                                     |
| 1990                                         | 24,95                                        | 319                                          | 61                                           | 272                                          | 8,91                                         | 19,65                                        |
| 2000                                         | 28,95                                        | 461                                          | 57                                           | 416                                          | 14,11                                        | 29,54                                        |
| 2010                                         | 32,11                                        | 715                                          | 80                                           | 686                                          | 25,10                                        | 46,38                                        |
| 2011                                         | 32,53                                        | 771                                          | 74                                           | 736                                          | 27,07                                        | 50,74                                        |
| 2012                                         | 32,98                                        | 782                                          | 71                                           | 811                                          | 29,15                                        | 52,22                                        |
| 2013                                         | 33,45                                        | 784                                          | 77                                           | 782                                          | 29,72                                        | 51,64                                        |
| 2014                                         | 33,92                                        | 796                                          | 74                                           | 818                                          | 30,93                                        | 53,54                                        |
| 2015                                         | 34,38                                        | 816                                          | 76                                           | 784                                          | 30,67                                        | 54,93                                        |
| 2016                                         | 35,3                                         | 819                                          | 79                                           | 777                                          | 31,64                                        | 55,3                                         |
| 2017                                         | 35,7                                         | 857                                          | 78                                           | 815                                          | 33,02                                        | 58,1                                         |
| 2018                                         | 36,0                                         | 866                                          | 87                                           | 834                                          | 33,05                                        | 58,9                                         |
| 2019                                         | 36,5                                         | 932                                          | 94                                           | 861                                          | 34                                           | 65,9                                         |
| variation 1990-2019                          | +46 %                                        | +192 %                                       | +54 %                                        | +216 %                                       | +282 %                                       | +235 %                                       |

## Ressources primaires
| Source                                                  | 1990 | %    | 2000 | %    | 2010 | %    | 2015 | 2019 | % 2019 | var. 2019/1990 |
| Charbon                                                 | 12,3 | 20,3 | 0,7  | 1,3  |      |      |      |      | 0 %    | -100 %         |
| Pétrole                                                 | 0,6  | 1,0  | 0,5  | 0,9  | 0,4  | 0,5  | 0,2  | 0,2  | 0,2 %  | -71 %          |
| Gaz naturel                                             | 1,8  | 3,0  | 1,6  | 2,8  | 1,9  | 2,3  | 2,8  | 3,1  | 3,3 %  | +73 %          |
| Total fossiles                                          | 14,7 | 24,3 | 2,8  | 5,0  | 2,3  | 2,8  | 3,0  | 3,3  | 3,5 %  | -78 %          |
| Hydraulique                                             | 4,4  | 7,2  | 2,6  | 4,6  | 12,5 | 15,5 | 6,8  | 4,5  | 4,8 %  | +4 %           |
| Biomasse-déchets                                        | 41,5 | 68,5 | 51,0 | 90,0 | 63,2 | 78,7 | 57,3 | 55,0 | 58,4 % | +32 %          |
| Éolien, solaire                                         |      |      | 0,2  | 0,4  | 2,4  | 3,0  | 9,1  | 31,3 | 33,2 % | ns             |
| Total EnR                                               | 45,9 | 75,7 | 53,8 | 95,0 | 78,0 | 97,2 | 73,2 | 90,8 | 96,5 % | +98 %          |
| Total                                                   | 60,7 | 100  | 56,6 | 100  | 80,3 | 100  | 76,2 | 94,1 | 100 %  | +55 %          |
| Source des données : Agence internationale de l'énergie |      |      |      |      |      |      |      |      |        |                |

### Charbon
Une mine de charbon a été exploitée à Jerada et Hassi Blal, au nord-est du pays près de la frontière algérienne, par Charbonnages du Maroc Jerada de 1936 à 2000. Mais en 2015 encore, un millier de mineurs clandestins creusent des puits en quête d’anthracite, à des profondeurs qui atteignent les 80 mètres. Plusieurs morts sont enregistrées chaque année dans ces mines clandestines et les malades pulmonaires sont si nombreux qu'une unité médicale spécialisée dans la prise en charge des silicotiques est en construction pour les 6 000 patients atteints de silicose.
Le charbon utilisé au Maroc, à 99,7 % pour la production d'électricité et 0,3 % dans l'industrie, était importé à 100 % en 2019.

### Pétrole
En 2019, les produits pétroliers étaient entièrement importés : 551 PJ ; après déduction des soutes internationales, la consommation intérieure brute s'élevait à 528 PJ, répartie en 1,3 % pour la production d'électricité, 49 % pour les transports, 21 % pour le secteur résidentiel, 15 % pour l'industrie, 8 % pour l'agriculture, 1,3 % pour le tertiaire et 4,3 % pour les usages non énergétiques (chimie).
Le Maroc importe la totalité des produits pétroliers qu'il consomme : en 2018, il a importé 5,91 Mt de diesel, 2,59 Mt de GPL, 1,22 Mt de fioul, 0,67 Mt d'essence, 0,74 Mt de kérosène et 1,88 Mt d'autres produits pétroliers.

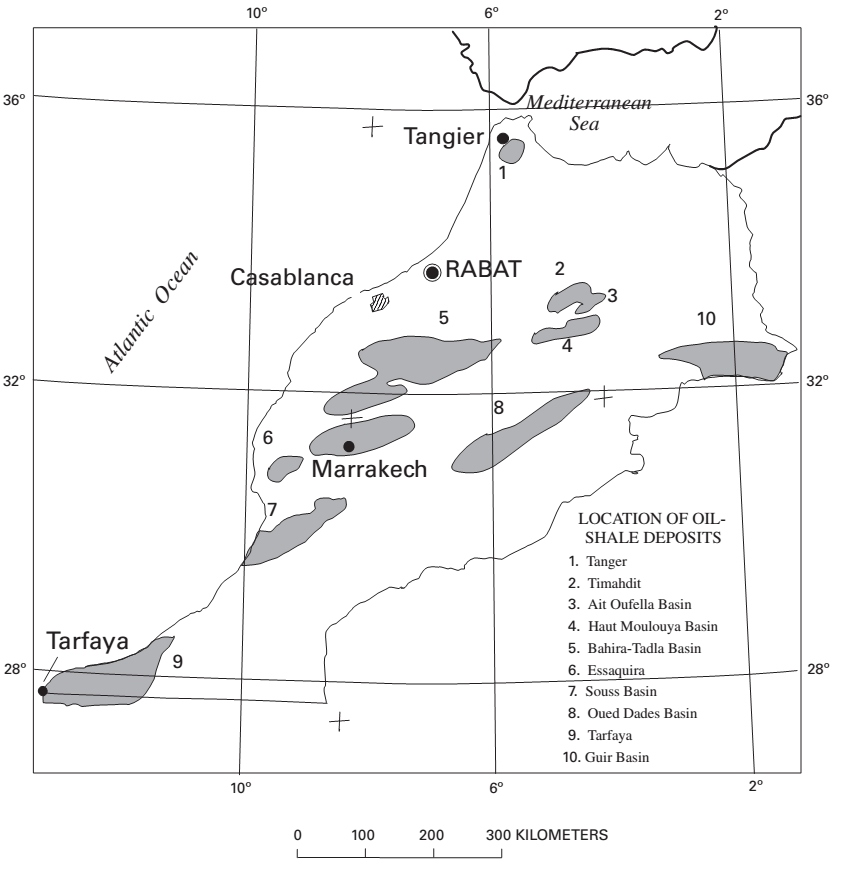
Gisements de pétrole de schiste au Maroc, USGS, 2005.

Selon le Conseil mondial de l'énergie, les réserves prouvées de pétrole de schiste au Maroc étaient estimées en 2013 à 53 Gbl (milliards de barils). Les principaux gisements sont situés à Timahdit dans le Moyen Atlas et Tarfaya dans le sud. Un premier gisement avait été découvert à Tanger dans les années 1930, et les grands gisements de Timahdit et Tarfaya ont été découvertes à la fin des années 1960 ; ils ont été étudiés de façon approfondie ; les réserves suffiraient à couvrir les besoins du Maroc pendant 800 ans. L'ascension des prix pétroliers pendant les années 1980 et 1990 a amené des compagnies européennes et nord-américaines à explorer ces gisements et à expérimenter leur exploitation ; plus de 2 200 tonnes de schistes bitumineux de Timahdit et Tarfaya ont été traités dans des usines pilotes aux États-Unis, en Europe, au Canada et au Japon. Une usine pilote a été construite au Maroc et a traité 2 500 tonnes de schistes bitumineux de Timahdit de 1983 à 1986, et des études ont été menées pour bâtir des usines de 50 000 bl/j (barils par jour) à Timahdit et Tarfaya, mais la chute des prix pétroliers au milieu des années 1980 a stoppé ces projets. L'intérêt pour ces projets est revenu avec la hausse des prix des années 2000 ; l'Office 
National des Hydrocarbures et des Mines (ONHYM) a conclu en 2009 un accord avec Petrobras et Total pour explorer Timahdit et Tarfaya et un autre avec San Leon Energy Plc pour tester la fracturation hydraulique à Tarfaya.
Le Maroc avait en 2014 deux raffineries dont la capacité de distillation de pétrole brut était de 155 000 barils/jour. La société Samir (entreprise marocaine), en difficultés financières, a cessé en août 2015 l'activité de sa raffinerie de Mohammédia, la seule du Maroc, et a été mise en liquidation judiciaire le 1er juin 2016.
Afriquia, filiale d'Akwa Group, est le principal distributeur marocain de carburants avec 490 stations-service et une part de marché de 39 %.

### Gaz naturel

Gazoduc Maghreb–Europe (en jaune).

Le gaz importé représente 91,4 % de l'approvisionnement du pays en gaz en 2019, qui est utilisé à 91 % pour la production d'électricité et 8 % dans l'industrie.
Le gazoduc Maghreb-Europe, qui achemine le gaz algérien de Hassi R'Mel à Cordoue en Espagne, traverse le Maroc, dont la rémunération pour ce transit est un péage annuel sous forme de gaz. La propriété de la section marocaine du gazoduc sera transférée de l'Algérie au Maroc en 2021.
Un appel d'offres est prévu pour la fin 2019 afin d'attribuer un projet de terminal méthanier de 4,5 milliards de dollars, incluant une centrale à cycle combiné de 2,4 GW à Jorf Lasfar ; ce terminal permettrait d'importer 247 Gm3 de gaz naturel liquéfié à partir de 2025.
Selon l'U.S. Energy Information Administration, les réserves techniquement récupérables de gaz de schiste du Maroc sont estimées à 20 trillions de pieds cubes (566 milliards de mètres cubes), dont 17 dans le bassin de Tindouf (dont 8 au Sahara occidental) et 3 dans celui de Tadla.
Le projet de gazoduc Afrique Atlantique, dont l'étude faisabilité a été lancée par un protocole d'accord signé entre le Maroc et le Nigéria en mai 2017, a été confirmé le 10 juin 2018 par la signature d'un accord de coopération, lors d'une visite au Maroc du président du Nigeria, Muhammadu Buhari. Ce gazoduc serait une extension vers le Maroc du gazoduc ouest-africain (GOA), en fonctionnement depuis 2010, qui relie les zones gazières du sud du Nigeria au Bénin, au Togo et au Ghana ; il pourrait ensuite rejoindre l’Europe. Il mesurerait environ 5 660 km et sa construction se ferait en plusieurs phases au cours des 25 prochaines années.
Ce Gazoduc a pour objectif de transporter jusqu’à 30 Gm3 de gaz naturel par an, favorisant l'intégration énergétique régionale et la sécurité énergétique du continent africain. Lancé en partenariat entre la Nigerian National Petroleum Corporation (NNPC) et l’Office national des hydrocarbures et des mines (ONHYM) du Maroc, le projet a franchi une étape majeure avec la validation technique de plusieurs jalons clés, la mise en place d’une gouvernance structurée autour d’une société holding, et la ratification d’un accord intergouvernemental par les États concernés.[réf. nécessaire]

### Uranium
Le Maroc dispose de réserves de phosphates estimées à 50 Gt (milliards de tonnes), soit 72 % des réserves mondiales. Ces gisements marocains contiennent environ 6,9 MtU (millions de tonnes d'uranium contenu). Ils pourraient produire environ 1 000 tU/an comme sous-produits du phosphate. Cette ressource d'uranium était utilisée jusqu'aux années 1990 aux États-Unis, puis a été abandonnée pour cause de compétitivité insuffisante, mais la remontée des prix du marché mondial de l'uranium la remet à l'ordre du jour.

## Consommation intérieure brute d'énergie primaire
| Source                                                  | 1990  | %    | 2000  | %    | 2010  | %    | 2015  | 2019  | % 2019 | var. 2019/1990 |
| Charbon                                                 | 47,5  | 14,9 | 110,9 | 24,0 | 116,9 | 16,3 | 186,1 | 279,1 | 30,0 % | +488 %         |
| Pétrole                                                 | 223,4 | 70,0 | 286,7 | 62,1 | 482,1 | 67,4 | 496,3 | 528,6 | 56,7 % | +137 %         |
| Gaz naturel                                             | 1,8   | 0,6  | 1,6   | 0,3  | 23,9  | 3,3  | 42,5  | 36,6  | 3,9 %  | +1921 %        |
| Total fossiles                                          | 272,7 | 85,5 | 399,2 | 86,5 | 622,9 | 87,1 | 724,9 | 844,3 | 90,6 % | +210 %         |
| Hydraulique                                             | 4,4   | 1,4  | 2,6   | 0,6  | 12,5  | 1,7  | 6,8   | 4,5   | 0,5 %  | +4 %           |
| Biomasse-déchets                                        | 41,5  | 13,0 | 51,0  | 11,0 | 63,2  | 8,8  | 57,3  | 55,0  | 5,9 %  | +32 %          |
| Solaire, éolien, géoth.                                 |       |      | 0,2   | 0,05 | 2,4   | 0,3  | 9,1   | 31,3  | 3,4 %  | ns             |
| Total EnR                                               | 45,9  | 14,4 | 53,8  | 11,7 | 78,0  | 10,9 | 73,2  | 90,8  | 9,7 %  | +98 %          |
| Solde imp.électricité                                   | 0,4   | 0,1  | 8,4   | 1,8  | 14,2  | 2,0  | 17,9  | -3,3  | -0,4 % | ns             |
| Total                                                   | 319,0 | 100  | 461,3 | 100  | 715,1 | 100  | 816,0 | 931,7 | 100 %  | +192 %         |
| Source des données : Agence internationale de l'énergie |       |      |       |      |       |      |       |       |        |                |

La consommation d'énergie primaire par habitant au Maroc était en 2019 de 25,5 GJ, soit seulement 32 % de la moyenne mondiale (79,1 GJ/hab) et 93 % de la moyenne africaine (27,4 GJ/hab).

## Consommation finale d'énergie
La consommation finale d'énergie au Maroc (après raffinage, transformation en électricité ou en chaleur de réseau, transport, etc) a évolué comme suit :
| Source                                                  | 1990  | %    | 2000  | %    | 2010  | %    | 2015  | 2019  | % 2019 | var. 2019/1990 |
| Charbon                                                 | 14,5  | 6,2  | 22,1  | 6,2  | 0,9   | 0,2  | 0,7   | 0,8   | 0,1 %  | -94 %          |
| Produits pétroliers                                     | 150,0 | 63,4 | 237,8 | 66,5 | 403,5 | 72,9 | 462,7 | 523,7 | 74,6 % | +249 %         |
| Gaz naturel                                             | 1,8   | 0,8  | 1,6   | 0,4  | 1,9   | 0,3  | 2,8   | 3,1   | 0,4 %  | +70 %          |
| Total fossiles                                          | 166,3 | 70,4 | 261,5 | 73,1 | 406,3 | 73,4 | 407,0 | 527,6 | 75,2 % | +217 %         |
| Biomasse-déchets                                        | 40,7  | 17,2 | 49,9  | 14,0 | 62,2  | 11,2 | 56,0  | 53,5  | 7,6 %  | +32 %          |
| Électricité                                             | 29,4  | 12,4 | 46,2  | 12,9 | 85,1  | 15,4 | 107,8 | 120,4 | 17,2 % | +309 %         |
| Total                                                   | 236,4 | 100  | 357,7 | 100  | 553,5 | 100  | 630,0 | 701,6 | 100 %  | +197 %         |
| Source des données : Agence internationale de l'énergie |       |      |       |      |       |      |       |       |        |                |

La répartition par secteur de la consommation finale d'énergie a évolué comme suit :
| Filière                                                  | 1990  | %    | 2000  | %    | 2010  | %    | 2015  | 2019  | % 2019 | var. 2019/1990 |
| Industrie                                                | 82,1  | 34,7 | 93,0  | 26,0 | 122,2 | 22,1 |       | 134,7 | 19,2 % | +64 %          |
| Transport                                                | 54,4  | 23,0 | 112,2 | 31,4 | 186,4 | 33,7 |       | 260,0 | 37,1 % | +378 %         |
| Résidentiel                                              | 53,6  | 22,7 | 88,0  | 24,6 | 138,4 | 25,0 |       | 175,5 | 25,0 % | +227 %         |
| Tertiaire                                                | 26,5  | 11,2 | 32,3  | 9,0  | 47,1  | 8,5  |       | 55,8  | 8,0 %  | +110 %         |
| Agriculture                                              | 11,2  | 4,7  | 20,1  | 5,6  | 37,3  | 6,7  |       | 53,0  | 7,6 %  | +375 %         |
| Usages non énergétiques (chimie)                         | 8,6   | 3,6  | 12,1  | 3,4  | 22,2  | 4,0  |       | 22,6  | 3,2 %  | +163 %         |
| Total                                                    | 236,4 | 100  | 357,7 | 100  | 553,5 | 100  | 630,0 | 701,6 | 100 %  | +197 %         |
| Source des données : Agence internationale de l'énergie. |       |      |       |      |       |      |       |       |        |                |

## Secteur de l'électricité
L'Office National de l’Électricité et de l’Eau potable (ONEE), né en 2012 du regroupement de l'Office national d'électricité créé en 1963 et de l’Office national de l'eau potable (ONEP) créé en 1972, était l'opérateur unique de la fourniture d'électricité au Maroc jusqu'à ce que la loi autorise les producteurs indépendants, à la fin des années 1990, puis que la Loi 13-09 sur les Énergies Renouvelables ouvre la voie à la construction de centrales éoliennes et solaires privées, sur appels d'offres. En 2019, l'ONEE ne couvre plus que 22 % de la demande (cf infra).

### Production d'électricité
| Source                                                                       | 1990 | %    | 2000  | %    | 2010  | %    | 2015  | 2019  | % 2019 | var. 2019/1990 | 2020p |
| Charbon                                                                      | 2,21 | 23,0 | 8,78  | 68,3 | 10,87 | 45,6 | 17,11 | 26,90 | 64,6 % | +1116 %        | 27,20 |
| Pétrole                                                                      | 6,20 | 64,4 | 3,30  | 25,6 | 5,72  | 24,0 | 2,21  | 0,82  | 2,0 %  | -87 %          | 0,69  |
| Gaz naturel                                                                  |      |      |       |      | 2,96  | 12,4 | 5,78  | 4,70  | 11,3 % | ns             | 3,46  |
| Total fossiles                                                               | 8,41 | 87,3 | 12,08 | 93,9 | 19,55 | 82,0 | 25,11 | 32,41 | 77,8 % | +286 %         | 31,35 |
| Hydraulique                                                                  | 1,22 | 12,7 | 0,72  | 5,6  | 3,63  | 15,2 | 2,28  | 1,65  | 4,0 %  | +36 %          | 1,29  |
| Éolien                                                                       |      |      | 0,06  | 0,5  | 0,66  | 2,8  | 2,52  | 4,70  | 11,3 % | ns             | 4,59  |
| Solaire photovoltaïque                                                       |      |      |       |      |       |      |       | 0,39  | 0,9 %  | ns             | 0,38  |
| Solaire thermodynamique                                                      |      |      |       |      |       |      | 0,006 | 1,19  | 2,8 %  | ns             | 1,14  |
| Total EnR                                                                    | 1,22 | 12,7 | 0,78  | 6,1  | 4,29  | 18,0 | 4,81  | 7,93  | 19,0 % | +550 %         | 7,40  |
| Autres                                                                       |      |      |       |      |       |      | 1,30  | 1,30  | 3,1 %  | ns             | 1,30  |
| Total                                                                        | 9,63 | 100  | 12,86 | 100  | 23,84 | 100  | 31,22 | 41,65 | 100 %  | +333 %         | 40,06 |
| Source des données : Agence internationale de l'énergie. 2020p : provisoire. |      |      |       |      |       |      |       |       |        |                |       |

La demande d'électricité en 2019 a atteint 38,85 TWh, en progression de 3,8 %, satisfaite par les sources suivantes :
| Source                                        | Production (GWh) | % production | % demande |
| Charbon                                       | 26 900           | 67,6 %       | 69,2 %    |
| Pétrole                                       | 616              | 1,5 %        | 1,6 %     |
| Gaz naturel                                   | 4 698            | 11,8 %       | 12,1 %    |
| Total combustibles fossiles                   | 32 214           | 81,0 %       | 82,9 %    |
| Hydraulique                                   | 1 263            | 3,2 %        | 3,3 %     |
| Éolien                                        | 4 634            | 11,6 %       | 11,9 %    |
| Solaire                                       | 1 581            | 4,0 %        | 4,1 %     |
| Total énergies renouvelables                  | 7 478            | 18,8 %       | 19,2 %    |
| Divers                                        | 265              | 0,7 %        | 0,7 %     |
| turbinage des STEP                            | 391              | 1,0 %        | 1,0 %     |
| moins auxiliaires et consommations du pompage | -568             | -1,4 %       | -1,5 %    |
| Total production                              | 39 780           | 100 %        | 102,4 %   |
| Importations                                  | 526              | 1,3 %        | 1,4 %     |
| Exportations                                  | -1 453           | -3,7 %       | -3,7 %    |
| Total demande                                 | 38 853           | 97,7 %       | 100 %     |
| Source des données : ONEE                     |                  |              |           |

NB : la principale différence entre les données de l'ONEE et celles de l'AIE est le traitement du pompage-turbinage : l'AIE inclut la production des centrales de pompage-turbinage dans la production hydraulique (ce qui conduit à une surévaluation de la production des EnR) alors que l'ONEE la compte à part, en bas de tableau, et en déduit la consommation du pompage, ce qui est conforme aux règles de comptabilisation des EnR généralement admises, par exemple dans l'Union européenne.
En 2021, la production électrique atteint 41,26 TWh, dont 8,83 TWh par l'ONEE, qui n'assure donc que 21,4 % de la production ; le privé contribue pour 78,6 %.
Le parc électrique national atteignait 10 968 MW à fin 2021 :
- 1 770 MW de centrales hydroélectriques, soit 16,1 % (1 306 MW de centrales conventionnelles et une centrale de pompage-turbinage de 464 MW) ;
- 6 901 MW de centrales thermiques (62,9 %) : 4 641 MW de centrales vapeur (charbon : 4 116 MW, fioul : 525 MW) ; 1 110 MW de turbines à gaz ; 834 MW de cycles combinés gaz et 316 MW de moteurs Diesel ;
- 1 466 MW d'éoliennes (13,4 %) ;
- 831 MW de solaire (7,6 %).

La production d'électricité a progressé de 3 % en 2024, après une hausse de 2,4 % en 2023, selon la Direction des études et des prévisions financières (DEPF). Cette augmentation est due à la croissance des énergies renouvelables (+25,2%) et à l’accroissement de la production privée et de celle de l'ONEE (+1,5 % chacune). Le volume d’électricité appelée nette a augmenté de 3,9 %, tandis que les importations d’électricité ont bondi de 25,3 % (+23,8 % en 2023), contre une baisse des exportations de 22,9 % (-35,1 % en 2023). La consommation d’électricité a augmenté de 1,9 %, portée par une hausse de 6,8 % de la consommation d’électricité à haute et moyenne tension, malgré une baisse de 12 % de celle à basse tension.

#### Centrales thermiques classiques
En 2019, les centrales thermiques ont produit 32 214 GWh, soit 81 % de la production nationale d'électricité ; cette production est en forte croissance : +16,5 % par rapport à 2018 ; les centrales charbon ont le rôle principal : 67,6 % de la production électrique du pays, en progression de 26,5 %. La centrale de Jorf Lasfar a produit à elle seule 38 % de l'électricité marocaine.
| Source                             | Production (GWh) | % production | variation 2019/18 |
| Jorf Lasfar                        | 15 126           | 38,0 %       | +2,4 %            |
| Safi (SAFIEC)                      | 8 085            | 20,3 %       | +267 %            |
| Mohammedia                         | 1 293            | 3,3 %        | -27 %             |
| Jerada                             | 2 397            | 6,0 %        | -4,7 %            |
| Total charbon                      | 26 900           | 67,6 %       | +26,5 %           |
| Énergie électrique de Tahaddart    | 2 103            | 5,3 %        | -5,8 %            |
| Ain Béni Mathar                    | 2 594            | 6,5 %        | -12,5 %           |
| Total cycles combinés gaz          | 4 698            | 11,8 %       | -9,6 %            |
| Mohammedia                         | 223              | 0,6 %        | -58 %             |
| Turbines à gaz Mohammadia (100 MW) | 83               | 0,2 %        | -29 %             |
| Turbines à gaz 33 et 20 MW         | 19               | 0,05 %       | +155 %            |
| Tantan                             | 46               | 0,1 %        | -73 %             |
| Laayoune Diesel                    | 21               | 0,05 %       | -51 %             |
| Usines autonomes                   | 192              | 0,5 %        | +19 %             |
| Total pétrole (fioul, gasoil)      | 616              | 1,5 %        |                   |
| Total production                   | 32 214           | 81 %         | +16,5 %           |

La principale centrale est une centrale à charbon construite dans la zone industrielle du port de Jorf Lasfar, à 20 km d'El Jadida, par la Jorf Lasfar Energy Company, fondée en 1997 et devenue depuis Taqa Morocco, filiale du groupe Taqa, holding d'Abu Dhabi. Sa capacité atteint 2 056 MW et elle brûle 5,4 millions de tonnes de charbon par an ; l’extension en cours du terminal charbonnier permettra d'assurer un trafic de plus de 7 millions de tonnes par an, permettant l’augmentation des capacités de production de la centrale,.
La société Énergie Électrique de Tahaddart (EET), fondée en 2002, exploite la centrale à cycle combiné au gaz naturel de Tahaddart, mise en service en 2005 ; la centrale a une puissance de 384 MW et produit près de 9 % de l'électricité du pays ; le capital d’EET est détenu à hauteur de 48 % par l’ONEE, 32 % par Endesa Generación et 20 % par Siemens Project Ventures.
Les nouvelles centrales mises en service entre 2009 et 2015 sont :
- en 2009 : centrale Diesel de Tan Tan (116 MW), turbine à gaz de Mohammedia (300 MW) et extension de la centrale Diesel de Dakhla (16,5 MW) ;
- en 2010 : centrale thermo-solaire à cycle combiné intégré d’Ain Béni Mathar (472 MW, dont 2 turbines à gaz Alstom de 150,28 MW, une turbine à vapeur Alstom de 172 MW et une centrale solaire thermodynamique Abengoa à réflecteurs cylindro-paraboliques de 20 MW couvrant 88 hectares)[28] ;
- 2012 : turbine à gaz de Kenitra (315 MW);
- 2014 : extension de la centrale de Jorf Lasfar de deux unités (groupes 5 et 6 : 700 MW).

Les principaux projets pour la période 2016-2020 sont :
- 2016 : extension de la centrale Diesel de Dakhla  par un cinquième groupe diesel (16,5 MW) et quatre groupes diesel à la centrale de Laayoune (72 MW) ;
- 2017 : extension de la centrale à charbon de Jerrada (320 MW, chantier démarré en 2014) ;
- 2018 : centrale à charbon de Safi (2 groupes de 693 MW), pour laquelle le nouveau port de Safi et son quai charbonnier seront mis en service fin 2017 ; elle appartient à Safi Energy Company dont les actionnaires sont Nareva, filiale du holding royal Société nationale d'investissement, pour 35 %, GDF-Suez (35 %) et la japonais Mitsui (30 %)[29].

Le projet de centrale à charbon de Nador (2 groupes de 693 MW) est programmé pour satisfaire l’accroissement de la demande du pays en énergie électrique au-delà de 2020.

#### Projets nucléaires
Le Centre d’études nucléaires de la Maâmora a ouvert en 2003 dans la forêt de Maâmora (communes de Salé et Kénitra), à 35 km de Rabat. Il dispose d'un réacteur nucléaire de recherche mis en exploitation en 2009. Ce réacteur de type TRIGA d’une puissance de 2 mégawatts a été fourni par l'américain General Atomics. Un groupe de 200 scientifiques, techniciens et ingénieurs travaillent en 2017 sur ce réacteur.
En 2006, le directeur de l'ONE, Younes Maamaar déclare que le Maroc a « besoin du nucléaire pour diversifier ses sources d'approvisionnement et satisfaire la croissance de sa consommation d'énergie », mais le ministre de l'énergie marocain, Mohammed Boutaleb, déclarait ensuite que Rabat n'avait pas l'intention de se doter d'une centrale nucléaire. 
En mars 2007, une délégation du groupe russe Atomstroyexport venait proposer à Rabat un réacteur de type VVER-1000, beaucoup moins coûteux que les réacteurs français ou américains ; le site de la future centrale, lui, semblait acquis : Sidi Boulbra, entre Safi et Essaouira, sur la côte Atlantique.
Le Maroc a signé en 2010 avec la France un accord sur le développement de l'énergie nucléaire. Le gouvernement comptait en 2014 lancer des appels d'offres en vue de la réalisation de sa première centrale nucléaire à usage d'électricité prévue entre 2022 et 2024.
Le 3 septembre 2015, le gouvernement a approuvé un projet de décret portant sur la création de l'agence de sûreté et de sécurité nucléaires et radiologiques.
En octobre 2015, un groupe d'experts de l'Agence internationale de l'énergie atomique (AIEA) est venu au Maroc pour procéder à une évaluation globale des capacités nationales nécessaires à un programme électronucléaire ; un communiqué du ministère de l'Énergie, des Mines, de l'Eau et de l'Environnement a précisé que cette mission intervient conformément à la stratégie énergétique nationale qui considère l'électronucléaire comme une option alternative à long terme. 
En février 2016, le rapport de cette mission a jugé conforme aux standards internationaux le cadre législatif nucléaire marocain ; les travaux de cette mission ont été menés en partenariat avec les membres du Comité de réflexion sur l'électronucléaire et le dessalement de l'eau de mer (CRED), instauré en 2009 par le ministère de l'Énergie, des mines, de l'eau et de l'environnement.
En mai 2016, le ministre de l’énergie et des mines, Abdelkader Amara a démenti l’information selon laquelle les travaux de construction de la première centrale nucléaire marocaine avaient commencé à Sidi Boulbra. Cependant, les autorités ont bien entamé une réflexion sur l’inclusion du nucléaire dans le mix énergétique du Maroc à moyen ou long terme. Grâce à ses réserves de phosphates, les plus importantes au monde, le royaume pourrait tirer sur place de la roche de l'uranium afin de sécuriser son approvisionnement ; le gouvernement garde le nucléaire civil comme une option possible de son mix énergétique d’ici 2030.
La crise énergétique mondiale de 2021-2022 remet les projets nucléaires à l'ordre du jour.

#### Énergies renouvelables
L' Office National de l’Électricite (ONE) prévoit de porter la part des énergies solaire et éolienne à 52 % de la demande en 2030 contre 14 % en 2018. En 2018, la puissance installée des installations solaires a plus que triplé, à 711 MW, et celle de l'éolien a progressé de 36 % à 1 220 MW ; la production éolienne atteint 3,8 TWh, faisant du Maroc le deuxième producteur d'électricité éolienne d'Afrique derrière l'Afrique du sud.
Le Maroc a adopté en 2016 une stratégie nationale de développement durable (SNDD) qui fixe des objectifs ambitieux : 5 000 MW de solaire en 2030, passage de la capacité éolienne de 280 MW en 2010 à 2 000 MW en 2020, soit 14 % de la capacité électrique totale, développement de l'utilisation des déchets.
D’ici 2030, le Maroc s'est fixé un programme de réduction des émissions de gaz à effet de serre. Cette stratégie se décline dans les différentes filières des énergies renouvelables : éolienne, solaire et hydroélectrique. Le Maroc importe 95 % de l’énergie consommée, et la production d’hydrocarbures dans le royaume est presque nulle. Cette situation l’a poussé à se lancer dans un programme de développement des énergies renouvelables et de diversification énergétique afin de ne plus dépendre essentiellement des combustibles fossiles.
Le plan vert marocain repose sur le développement des énergies éolienne, solaire et hydraulique ainsi que sur la réduction des subventions accordées aux carburants fossiles. Il envisage d’ici 2020 de porter à 42 % la part des énergies renouvelables dans le mix énergétique du royaume, puis à 52 % d’ici 2030. En 2016 cette part atteint 26 %.
Sur 3 500 km de zones côtières le Maroc dispose d'importants gisements d'énergies renouvelables, aussi bien pour le solaire que pour l'éolien. L'irradiation solaire moyenne est estimée à 5 kWh/m2 par jour et le potentiel éolien à plus de 6 000 MW grâce à des technologies de plus en plus compétitives.
Les objectifs que le Maroc avait fixé en termes d'énergies renouvelables pourraient être atteints dans les délais prévus ; ses capacités de production ne cessent d'augmenter ; la diminution des investissements dans les énergies vertes en 2016 relevée dans le dernier rapport du Programme des Nations Unies pour l'Environnement (PNUE) s'explique par la baisse des coûts des technologies en question.

##### Hydroélectricité

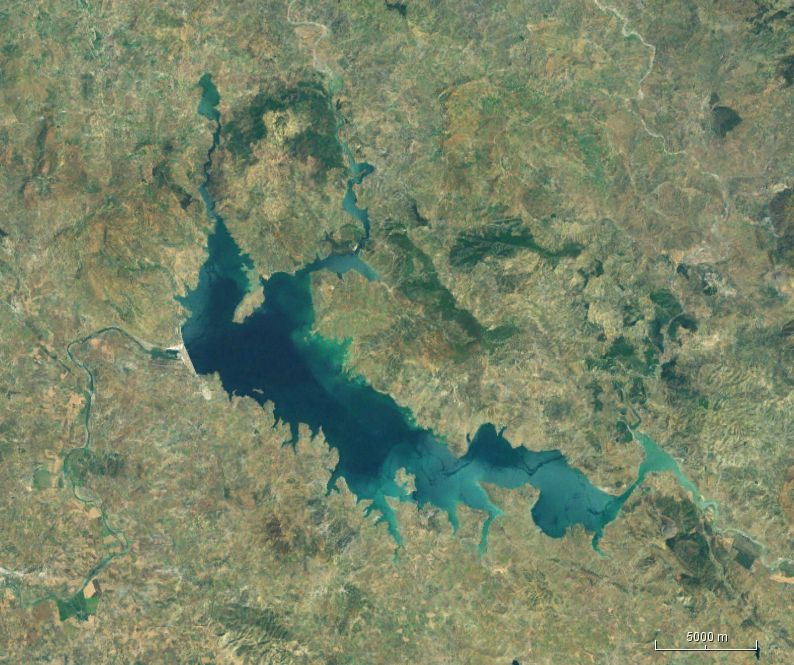
Réservoir d'Al Wahda, 2011 (NASA).

La production hydroélectrique du Maroc était de 1 TWh en 2021, loin derrière la Zambie : 15 TWh et le Mozambique : 15 TWh. La puissance installée des centrales hydroélectriques du Maroc totalisait 1 770 MW fin 2021, soit 4,6 % du total africain, au 10e rang en Afrique, loin derrière l'Éthiopie (4 074 MW) et l'Angola (3 836 MW) ; 26 % de cette puissance est constituée de centrales de pompage-turbinage : 465 MW (14 % du total africain).
En 2020, le projet de pompage-turbinage d'Abdelmoumen (350 MW) atteint un taux d'achèvement de 40 % et sa mise en service était prévue au premier semestre 2022. Le projet de pompage-turbinage d'Ifahsa (300 MW), en construction, était attendu pour 2025. En mars 2022, le projet d'Abdelmoumen est cité comme « un autre méga projet ENR en retard ». Il est situé à environ 70 km au Nord-Est de la ville d’Agadir, dans la province de Taroudant. Sa centrale est équipée de deux groupes réversibles pompe-turbine Francis de 175 MW chacun, sous une hauteur de chute de 540 m avec un débit de 36 m3/s par groupe.
Le Maroc s'est donné l'objectif d'atteindre 2 000 MW en 2031.
La plupart des centrales marocaines font partie de l'aménagement du fleuve Oum Errabiâ et de ses affluents.

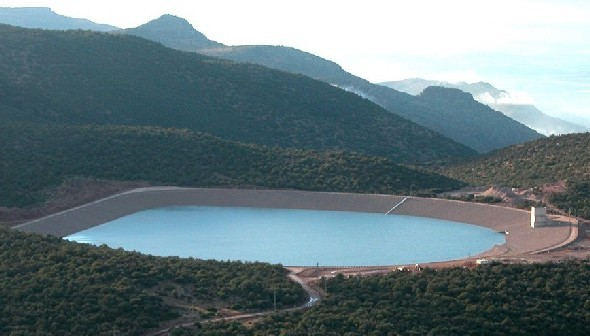
Bassin supérieur de la STEP d'Afourer, 2012.

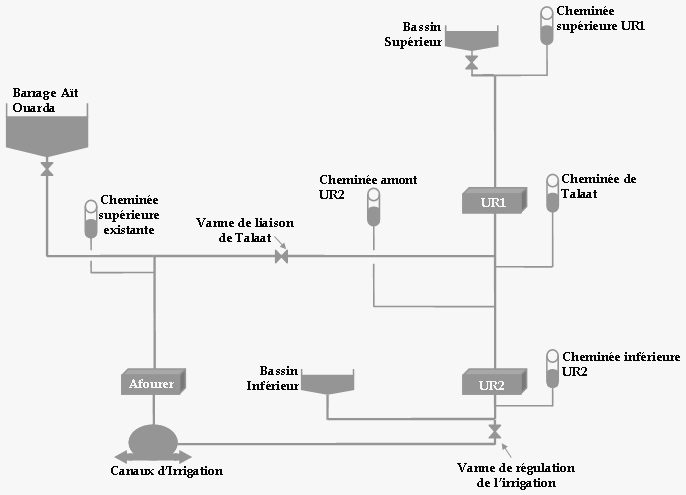
Schéma de la STEP d'Afourer (UR1 et 2 = usines réversibles).

La STEP d'Afourer est la première centrale de pompage-turbinage marocaine. Elle pompe les eaux de son bassin inférieur vers son bassin supérieur pendant les heures creuses, puis les turbine pendant les heures de pointe de demande. Son schéma de fonctionnement est complexe car il s'articule avec une centrale existante (1953) alimentée par le barrage Aït Ouarda.
Les principales centrales marocaines sont, par ordre chronologique :
| Centrale          | Rivière                            | Localité          | Province             | Mise en service | Puissance (MW) | Production moyenne (GWh) | Hauteur de chute |
| Imfout            | Oum Errabiâ                        |                   | Settat               | 1947            | 32             |                          |                  |
| Daourat,          | Oum Errabiâ                        | Settat            | Settat               | 1950            | 17             |                          |                  |
| Afourer I         | El Abid                            | Afourer           | Béni Mellal-Khénifra | 1951            | 84             | 350                      |                  |
| Bin el Ouidane,   | El Abid, affluent de l'Oum Errabiâ | Azilal            | Béni-Mellal          | 1953            | 135            | 287                      | 106              |
| Mohamed V         | Moulouya                           | Zaïo              | Nador                | 1967            | 23             | 85                       | 48               |
| Idriss Ier,       | Oued Inaouen, affluent du Sebou    | Taza              | Fès-Meknès           | 1978            | 40             |                          |                  |
| Oued El Makhazine | Oum Errabiâ                        | Oued El Makhazine | Kénitra              | 1979            | 36             |                          |                  |
| Al Massira,       | Oum Errabiâ                        | Douar Oulad Aissa | Settat               | 1980            | 128            | 221                      |                  |
| Allal el Fassi,   | Sebou                              | Fes-Boulemane     |                      | 1994            | 240            | 220                      |                  |
| Al-Wehda,         | Ouargha                            | Ouezzane          | Fès-Meknès           | 1997-98         | 240            | 400                      | 62               |
| STEP d'Afourer    | El Abid                            | Afourer           | Tadla-Azilal         | 2004            | 465            |                          | 700              |
| Tanafnit El Borj  | Oum Errabiâ                        | Tanafnit          | Khénifra             | 2009-10         | 40             |                          |                  |

Projets :
- La station de transfert d’énergie par pompage (STEP) d’Abdelmoumen, à environ 70 km au Nord-Est de la ville d'Agadir dans la province de Taroudant, d’une puissance de 350 MW, est la deuxième STEP à réaliser après celle d’Afourer (464 MW). Elle sera située en queue de retenue du barrage Abdelmoumen. Le coût du projet est estimé à 2 400 millions MAD pour une mise en service en 2021[56].
- Le projet du complexe hydroélectrique d’El Menzel (125 MW), sur le fleuve Sebou, à 45 km environ au sud-est de la ville de Sefrou, a été conçu initialement pour utiliser les apports intermédiaires entre le barrage de M’Dez et celui de Aïn Timedrine. Le coût du projet était estimé à 2 130 millions MAD, pour une mise en service prévue en 2020. Mais en juin 2016, l'ONEE a décidé d'y développer une Station de transfert d’énergie par pompage[57].
- L’Office national de l’électricité et de l’eau potable (ONEE) a lancé des études détaillées de deux nouvelles STEP : El Menzel II (300 MW), située sur le haut Sebou à 35 km de Sefrou, et Ifahsa (300 MW) au nord du pays, en rive droite de l’Oued Laou, à environ 14 kilomètres de la ville de Chefchaouen. En 2017 l’Office compte publier plusieurs appels d’offres portant sur la réalisation des études détaillées et spécifications techniques ainsi que sur les études géologiques et géotechniques de ces deux STEP. El Menzel II et Ifahsa porteront à 4 le nombre de STEP au Maroc. L'objectif du plan vert est de porter la part des énergies renouvelables à 42 % de la puissance installée en 2020 et à 52 % en 2030, dont 12 % d’hydroélectricité[58].

Le Maroc prévoit une capacité additionnelle de production d’électricité hydraulique de 1 330 MW d’ici 2030. En plus des STEP, l’ONEE compte développer des usines hydroélectriques conventionnelles, dont le complexe hydroélectrique de Khénifra (3 centrales : Imezdilfane, Taskdert et Tajemout pour une puissance globale projetée de 128 mégawatts).

##### Éolien

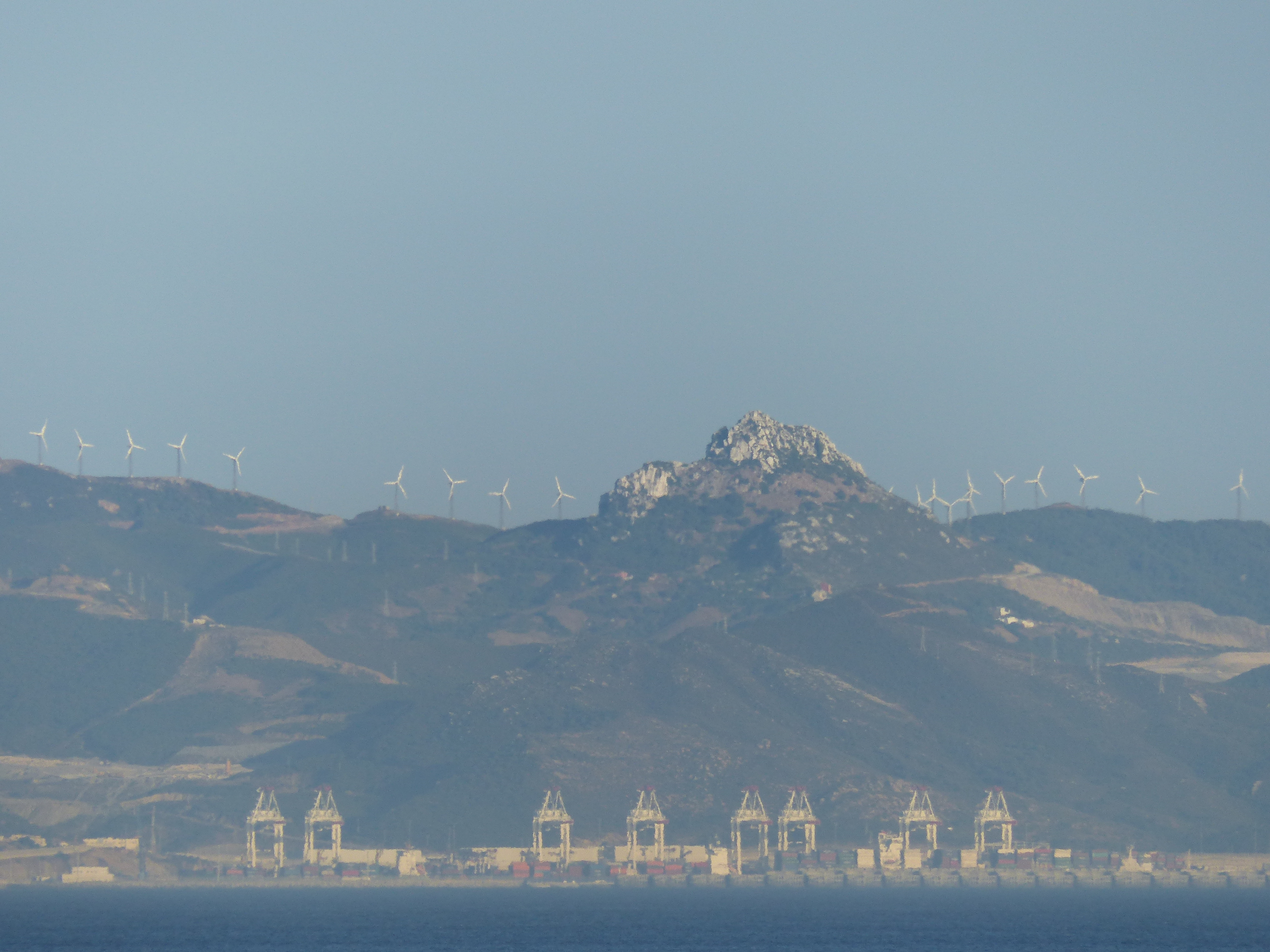
Éoliennes au-dessus de Tanger MED, 2015.

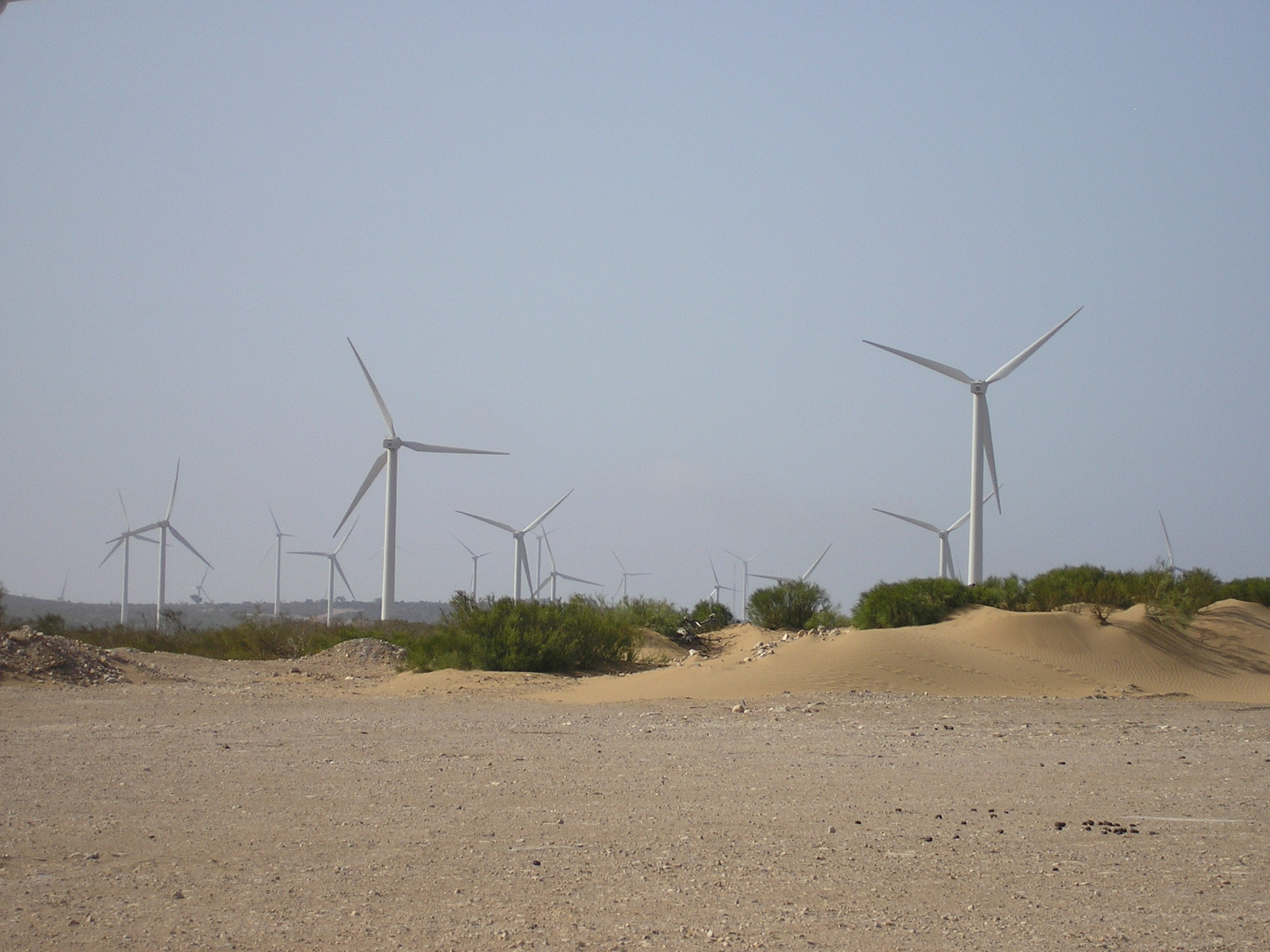
Parc éolien d'Amogdoul, Essaouira, 2007.

Le Maroc évalue son potentiel éolien à 25 000 MW pour l'éolien terrestre et à 250 000 MW pour l'éolien en mer.
L'éolien a produit 4 592 GWh en 2020, soit 11,5 % de la production d'électricité du pays.
La puissance installée éolienne du Maroc atteint 1 788 MW en 2022, au 2e rang africain derrière l'Afrique du Sud (3 442 MW) et devant l'Égypte (1 702 MW). Les mises en service de 2022 se sont élevées à 276 MW et celles de 2021 à 197 MW.
En 2021, le parc éolien marocain atteint une puissance de 1 466 MW, soit 13,4 % de la puissance totale du parc électrique marocain ; en 2019, il a produit 11,6 % de l'électricité du pays.
En 2017, le Maroc prend la 2e place en Afrique et au Moyen-Orient en termes de parc éolien, avec une capacité installée estimée à 892 MW contre 1 500 MW pour l’Afrique du Sud.
Le Maroc possédait en 2016 une capacité éolienne de 787 MW ; c'est la 3e du continent après l'Afrique du Sud et l'Égypte ; l'année 2016 n'a vu aucune nouvelle mise en service.
Le Maroc a été pionnier dans le développement de l'énergie éolienne en Afrique, avec son premier parc éolien inauguré en 2000. Les régions privilégiées sont le nord (Tanger) et le sud (Tarfaya, Laâyoune).
En 2017, la commission régionale d’investissement de Drâa-Tafilalet a adopté le projet de parc éolien de Midelt, qui sera la plus grande installation éolienne au Maroc après le mégaprojet de Tarfaya avec une capacité de production de 180 MW et sera mis en service en 2019. Ce projet contribuera au développement de la région qui va également abriter la centrale solaire de Midelt, le projet Noor Tafilalet à Erfoud et Zagora et le projet Noor Atlas à Boudnib, en plus d’autres projets hydroélectriques.
La société allemande Siemens a lancé en 2017 un projet de construction d’une usine de fabrication de pales pour éoliennes terrestres à Tanger.
La Compagnie éolienne du Détroit, filiale de Futuren (ex-Theolia), exploite les éoliennes installées sur le site de Koudia El Baida (50 MW), le plus ancien parc éolien du Maroc mis en service en 2000 par la Compagnie du Vent. Elle a signé un contrat de partenariat avec l’Office national de l’électricité et de l’eau (ONEE) pour co-développer des projets éoliens en région tangéroise. La première partie du projet consiste à porter la capacité des éoliennes installées de Koudia El Baida de 50 à 100 MW en remplaçant les turbines actuelles par d’autres plus puissantes ; la deuxième phase est le développement, aux environs du même site, de 200 MW supplémentaires en installations éoliennes.
Nareva, filiale du holding royal Société nationale d'investissement, possède en 2014 les parcs éoliens d'Akhfenir (100 MW), Haouma et Foum El Oued (50 MW chacun) et Tarfaya (300 MW),.
En novembre 2019, l'Office National de l’Électricité et de l’Eau Potable (ONEE), l'Agence Marocaine pour l'Énergie durable « MASEN » et le développeur privé du Projet Éolien Intégré (850 MW), constitué du groupement Nareva Holding (Maroc) et Enel Green Power (Italie) ont signé les contrats relatifs au parc éolien de Boujdour de 300 MW, dont la mise en service progressive est prévue à partir de 2021. Le Projet Éolien Intégré est composé des cinq parcs éoliens Midelt 180 MW, Boujdour 300 MW, Jbel Lahdid à Essaouira 200 MW, Tiskrad à Tarfaya 100 MW et Tanger II 70 MW.
| Nom du parc                         | Province  | MW    | Date m.s.* | Opérateur                     |
| Al Koudia Al Baida                  | Tanger    | 54    | 2000-2001  | Compagnie éolienne du Détroit |
| Essaouira-Amogdoul (YNNA Bio Power) | Essaouira | 60,3  | 2007       | ONE                           |
| Tanger (Dhar Sadane)                | Tanger    | 140   | 2009-2011  | ONE                           |
| Sendouk                             | Tanger    | 65    | 2010       |                               |
| Haouma                              | Tanger    | 50    | 2013       | Nareva                        |
| Foum El Oued                        | Laâyoune  | 50    | 2013       | Nareva                        |
| Tarfaya                             | Tarfaya   | 300   | 2014       | Nareva                        |
| Akhfenir                            | Tan-Tan   | 200   | 2013-2016  | Nareva                        |
| Aftissat                            | Boujdour  | 201,6 | 2018-2019  | Nareva                        |
| Jbel Khelladi                       | Tanger    | 120   | 2016       | UPC                           |
| Taza                                | Taza      | 150   | 2017       | ONE                           |
| Midelt                              | Midelt    | 180   | 2017       | Nareva/Siemens/Enel           |
| Tiskrad                             | Laâyoune  | 300   | 2017-2018  | Nareva/Siemens/Enel           |
| Tanger II                           | Tanger    | 100   | 2018       | Nareva/Siemens/Enel           |
| Jbel Lahdid                         | Essaouira | 200   | 2019       | Nareva/Siemens/Enel           |
| Boujdour                            | Laâyoune  | 100   | 2020       | Nareva/Siemens/Enel           |
| Taza                                | Taza      | 150   | 2020       | EDF-Energies Nouvelles        |
| Al Koudia Al Baida                  | Tanger    | 70    | 2021?      | repowering                    |
| Safi                                | Safi      | 200   | 2021       | CME Windfarm Safi S.A         |
| Aftissat II                         | Boujdour  | 200   | 2022       | Nareva                        |

### Transport d'électricité
L'ONE exploite le réseau de transport : 28 352 km de lignes à très haute tension et haute tension à la fin de 2021, et le réseau de distribution : 95 537 km de lignes à moyenne tension et 256 305 km de lignes basse tension.
Les interconnexions avec les pays voisins ont permis en 2021 des échanges de 213,75 GWh avec l'Espagne et 50,55 GWh avec l'Algérie.

### Électrification rurale
Le Programme d’électrification rurale global (PERG) lancé en 1996 devait s’étaler sur une période de 15 ans, avec l’objectif de porter le taux d’électrification rurale à 80 % à l’horizon 2010. Il a été étendu et en 2015 le taux d'électrification rurale a atteint 99,15 % grâce à l'électrification de 39 096 villages par réseaux correspondant à 2 067 109 foyers et à l'équipement par kits photovoltaïques de 51 559 foyers dans 3 663 villages.
En 2021, 325 villages ont été électrifiés, portant à 99,83 % le taux d'électrification rurale.

### Consommation finale d'électricité
La répartition par secteur de la consommation finale d'électricité a évolué comme suit :
| Secteur                                                 | 1990 | %    | 2000  | %    | 2010  | %    | 2015  | 2019  | % 2019 | var. 2019/1990 |
| Industrie                                               | 4,02 | 49,2 | 6,05  | 47,1 | 8,85  | 37,5 | 10,86 | 12,43 | 37,2 % | +210 %         |
| Transport                                               | 0,20 | 2,5  | 0,21  | 1,6  | 0,28  | 1,2  | 0,35  | 0,39  | 1,2 %  | +92 %          |
| Résidentiel                                             | 2,15 | 26,3 | 4,14  | 32,3 | 7,81  | 33,1 | 10,06 | 11,41 | 34,1 % | +432 %         |
| Tertiaire                                               | 1,38 | 16,8 | 1,72  | 13,4 | 4,15  | 17,6 | 5,09  | 5,86  | 17,5 % | +326 %         |
| Agriculture                                             | 0,43 | 5,3  | 0,71  | 5,5  | 2,54  | 10,7 | 3,57  | 3,36  | 10,0 % | +679 %         |
| Total                                                   | 8,17 | 100  | 12,84 | 100  | 23,63 | 100  | 29,94 | 33,45 | 100 %  | +309 %         |
| Source des données : Agence internationale de l'énergie |      |      |       |      |       |      |       |       |        |                |

La consommation d'électricité par habitant au Maroc était en 2019 de 933 kWh, soit seulement 29 % de la moyenne mondiale (3 265 kWh), mais supérieure de 67 % à la moyenne africaine (560 kWh).

## Impact environnemental
Les émissions de CO2 liées à l'énergie au Maroc étaient en 2019 de 65,9 Mt de CO2, soit 1,81 t CO2 par habitant, correspondant à 41 % de la moyenne mondiale : 4,39 t/hab, mais supérieures de 87 % à la moyenne africaine : 0,97 t/hab.
|                                             | 1971 | 1990 | 2017 | var. 2017/1971 | var. 2017/1990 | var.UE 2017/1990 |
| Émissions (Mt CO2)                          | 6,6  | 19,7 | 58,1 | +780 %         | +196 %         | -20,3 %          |
| Émissions/habitant (t CO2)                  | 0,40 | 0,79 | 1,63 | +307 %         | +106 %         | -25,6 %          |
| Source : Agence internationale de l'énergie |      |      |      |                |                |                  |

| Combustible                                 | 1971 Mt CO2 | 1990 Mt CO2 | 2017 Mt CO2 | % 2017 | var. 2017/1990 | var.UE 2017/1990 |
| Charbon                                     | 1,2         | 4,2         | 17,6        | 30 %   | +318 %         | -48,1 %          |
| Pétrole                                     | 5,3         | 15,3        | 37,7        | 65 %   | +146 %         | -16,2 %          |
| Gaz naturel                                 | 0,1         | 0,1         | 2,4         | 4 %    | ns             | +38,4 %          |
| Source : Agence internationale de l'énergie |             |             |             |        |                |                  |